# گران‌بال
گران‌بال (نام علمی: Geranopterus) نام یک سرده از راسته سبزقباسانان است.